# Рада дерев
«Рада дерев» (англ. The Tree Council) — була заснована в 1974 році у Великій Британії, стала зареєстрованою благодійною організацією в 1978 році. Її основною метою є об'єднувати під своїм дахом місцевих екологічних груп, які беруть участь в посадці, догляді та збереженні дерев на всій території Великої Британії.

## Історія
«Рада дерев» була заснована 1974 року при підтримці британського міністерства захисту довкілля. Той час у Великій Британії запам'ятався як початок широкого природозахисного руху, пробудження екологічної свідомості. Поштовхом для створення «Ради дерев» послужила кампанія 1973 року «Посади дерево!» (англ. Plant A Tree In '73), що вперше виразно висвітлила одну з екологічних проблем Великої Британії — лише десять відсотків території Об'єднаного Королівства припадає на ліси. Це одна з найбідніших лісами країн Європи. Ліс — найцінніше національне багатство,— ця думка стала гаслом діяльності «Ради дерев».
З 1978 року «Рада дерев» стала незалежною благодійною екологічною організацією. «Рада дерев» переслідує такі цілі:
- поліпшити довкілля в містах і селах шляхом висадження нових дерев і кращого догляду за старими;
- поширювати знання про дерева і навчати догляду за ними;
- об'єднати всі організації, занепокоєні проблемою дерев, для окреслення міжнародної ситуації та можливого співробітництва[2]

З часу свого заснування, кілька британських громадських діячів посадили дерева від імені «Ради дерев», в тому числі: королева, королева-мати, і прем'єр-міністри.

## Діяльність
Щороку організація проводить «Національний тиждень дерева» англ. National Tree Week для висадження дерев і кущів. Протягом «Тижня дерев» 1988 року було висаджено понад 600,000 дерев.
«Рада дерев» постійно влаштовує національні форуми та конференції, на яких розглядаються питання, пов'язані з лісівництвом, теоретичними розробками щодо зміни ландшафту і таке інше. У рамках «Ради дерев» проводиться і широка культурна програма: випускаються наукові, методологічні, художні книжки, влаштовуються виставки живопису і фотографій. Ландшафтний архітектор і садовий дизайнер Сільвія Кроу була головою організації у 1974-1976 рр.